# 王船山墓
王船山墓位于湖南省衡阳市衡阳县曲兰乡大罗山中，1956年7月24日公布为湖南省文物保护单位，2013年3月5日公布为第七批全国重点文物保护单位。

## 历史沿革
1692年正月初二，王夫之病逝于湘西草堂，十月葬于大罗山。
1954年和1962年两次修葺。1981年重修。

## 建筑构成
王船山墓的墓庐共分三级，第一级为石砌护坡，种有8颗柏树；第二级为半圆形墓台，中部有9级石阶通上墓坪；第三级为墓坪。
墓坪内排葬三坟，王船山墓的北侧是继配夫人郑氏的墓，南侧是儿媳刘氏的墓，三座墓皆是长条形。
围墙中部嵌汉白玉碑三块，左碑刻王夫之自题墓志铭，中碑上刻的是"伟大思想家王而农先生之墓"字样，右碑刻王夫之生平简介。